# GVE
De GVE of grootvee-eenheid is een rekenkundige maat om de begrazingsdruk of ruimtelijke behoefte van vee of (soms ook) wilde grote grazers te standaardiseren. De maat wordt hoofdzakelijk gebruikt in landbouwkundige of natuurbeheerstechnische context. Doorgaans staat 1 GVE voor één rund van 550 kg, alhoewel soms ook het gewichtsinterval 500–600 kg wordt gebruikt. De GVE wordt doorgaans uitgedrukt in GVE/ha.
Binnen de extensieve landbouw geldt in Nederland 1 GVE/1–3 ha als de norm. In extensief begraasde natuurgebieden wordt veelal 1 GVE/1,5–10 ha als de norm gesteld.